# 도약적분
도약적분(跳躍積分, leapfrog integration)은 다음과 같은 미분방정식
{\displaystyle {\ddot {x}}={{d^{2}}x \over {dt^{2}}}=F(x)}
또는 이와 동치인
{\displaystyle {\dot {v}}={{dv} \over {dt}}=F(x),\;{\dot {x}}={{dx} \over {dt}}=v}
을 수치적으로 적분하는 것이다.

## 같이 보기
- 룽게-쿠타 방법